# Carbonato de cobre(II)
Es una sal formada tras la reacción química del cobre metálico al estar expuesto a la atmósfera húmeda, el cobre va adquiriendo una cubierta verde claro. También se puede observar una pátina verdosa sobre los objetos de latón o bronce. El material verdoso es una mezcla molar 1:1 de Cu(OH)2 y de  CuCO3:"  El color puede variar de azul claro a verde dependiendo de las cantidades presentes de carbonato de cobre y carbonato básico de cobre, en varios grados de hidratación.
Los carbonatos básicos de cobre(II) se presentan en la naturaleza como malaquita (CuCO3.Cu(OH)2) y azurita (Cu3(CO3)2(OH)2).
2Cu(s) + H2O(g) + CO2 + O2 → Cu(OH)2 + CuCO3(s)
Fue el primer compuesto inorgánico que fue descompuesto en sus elementos constitutivos (carbono, oxígeno y cobre), gracias a los trabajos de Proust en 1794 que demostró que las masas de esos elementos en este compuesto guardaban una relación fija entre sus masas (aproximadamente 5,3 partes de cobre; 1,0 partes de carbono y 4,0 partes de oxígeno). Esta evidencia es un ejemplo de la Ley de las proporciones constantes o ley de Proust.

## Propiedades
- Es insoluble en el agua, en alcoholes y en disolventes orgánicos.
- Se descompone en presencia de ácidos diluidos.
- Se descompone a altas temperaturas, formando dióxido de carbono y óxido de cobre(II), y adquiere el aspecto de un polvo negro.

CuCO3(s) → CuO(s) + CO2(g)

## Usos
- Se ha empleado como pigmento en pintura de paredes, de acuarela y témperas (azul Bremer) durante los siglos XVII al XIX.
- Puede usarse en maquillajes y lápices de labios aunque tiene cierta toxicidad.
- También es conocidos su uso como alguicida y fungicida, aunque ha sido sustituido por otros compuestos de cobre.
- Algunos arquitectos emplean el cobre para cubiertas y tejados por el aspecto verdoso que presenta al ser atacado por los gases atmosféricos y convertirse en el carbonato cúprico:

2 Cu (s) + H2O (g) + CO2 + O2 → Cu(OH)2 + CuCO3 (s)